# All American (avion)

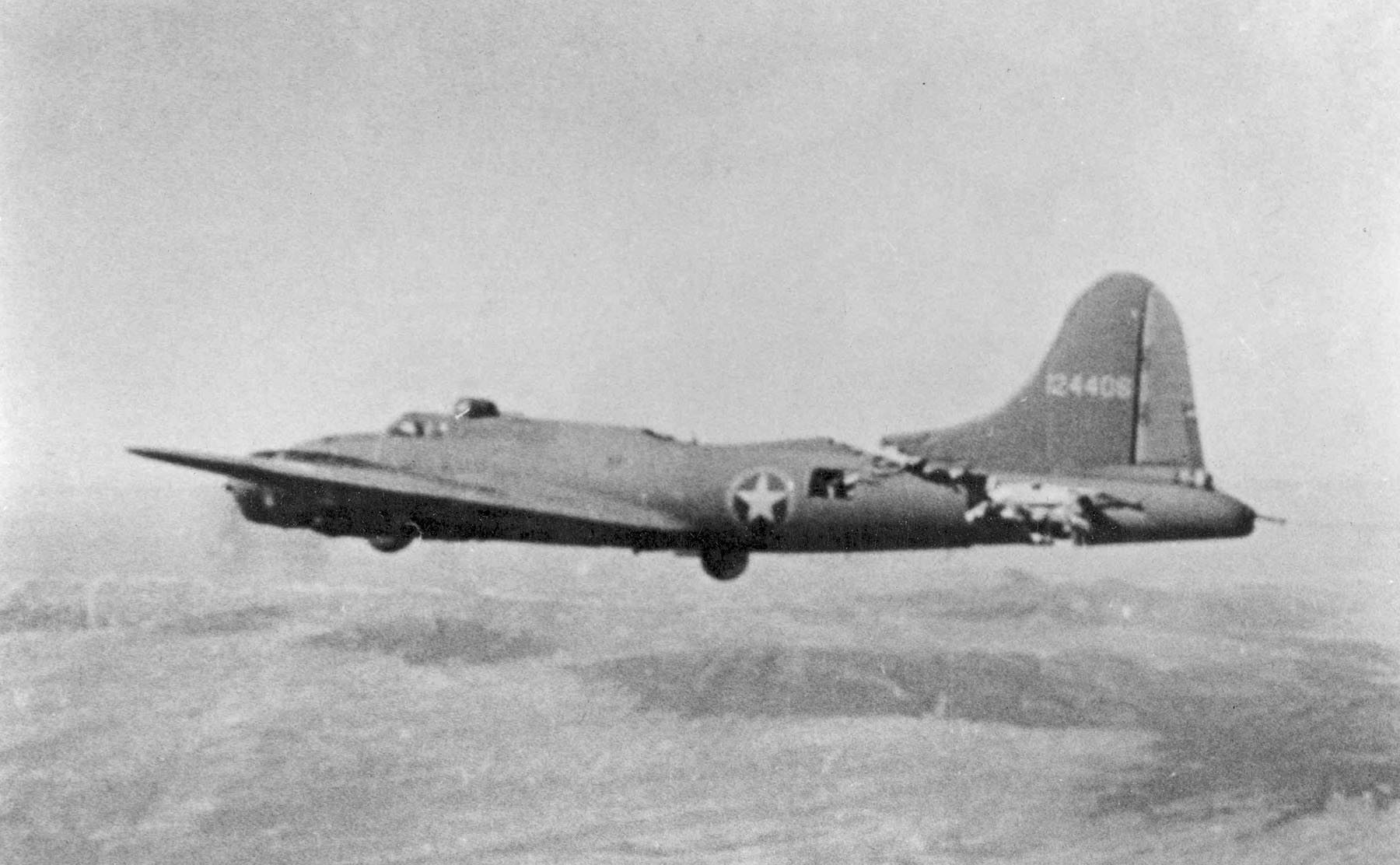
Le B17 All American en vol après sa collision avec un chasseur allemand.

Le All American (All American III ) était un bombardier Boeing B-17F Flying Fortress de la Seconde Guerre mondiale. Cet avion fut en mesure de rentrer en toute sécurité à sa base après avoir eu la partie arrière du fuselage quasiment coupée en deux par une collision en vol avec un chasseur allemand au-dessus du territoire ennemi. Un cliché du bombardier en vol après l'incident a donné l'une des plus célèbres photographies de la Seconde Guerre mondiale. Cet incident inspira l'emblème du 414th Bombardment Squadron (en).

## L'avion
Le All American était un Boeing B-17F-5-BO, numéro de série 41-24406, du 97th Bomb Group (en), 414th Bombardment Squadron .

## La mission
Le 1er février 1943, des bombardiers du 414th Bombardement Squadron quittèrent leur base près de Biskra, en Algérie, pour attaquer les ports maritimes de Bizerte et de Tunis en Tunisie, contrôlés par l'armée allemande. Après avoir largué leur chargement de bombes et de retour à leur base, les bombardiers furent attaqués au-dessus de El Fahs par des chasseurs allemands, probablement des Messerschmitt Bf 109. Deux chasseurs attaquèrent le B-17 leader et le All American qui volaient côte à côte dans la formation. Les mitrailleurs du bombardier abattirent le premier chasseur, mais le deuxième appuya son attaque contre le All American. 
Probablement frappé par les balles des mitrailleurs, le deuxième chasseur ne put boucler son virage et tirer vers le bas pour s'éloigner du All American, son pilote ayant été tué ou grièvement blessé,. Celui-ci a été identifié comme étant l'as aux seize victoires Erich Paczia du II./JG 53. Hors de contrôle, le chasseur heurta de son aile gauche la partie supérieure arrière du fuselage du All American, découpant quasiment la section de queue du bombardier en faisant une large entaille en diagonale depuis la base de la queue jusque sous la dérive et coupant complètement le stabilisateur horizontal gauche sur le côté de l'avion. Les longerons de la partie droite de l'empennage près du poste du mitrailleur de queue furent les seuls éléments qui empêchèrent la queue de se détacher du reste de l'avion,. Le chasseur entré en collision se brisa mais laissa quelques pièces dans le fuselage du bombardier.

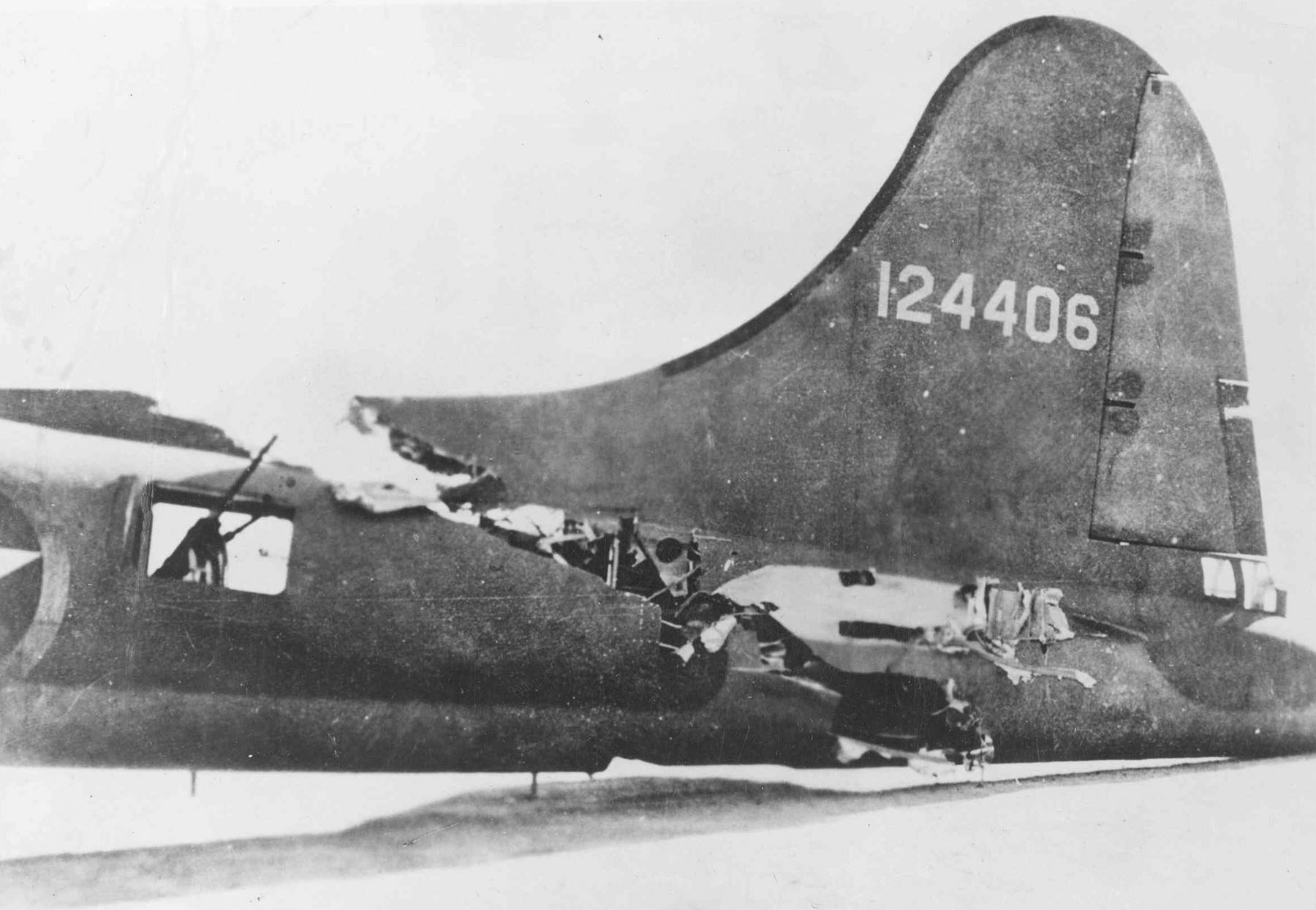
L'avion ramena son équipage à la base, malgré les dégâts importants sur la partie arrière de son fuselage.

Le groupe de bombardiers maintint sa formation afin de protéger le All American jusqu'à être hors de portée de l'ennemi, et les hommes d'équipage enfilèrent leur parachute dans la perspective de sauter si la queue se détachait ,,. Malgré son état, l'avion put encore être piloté pour atterrir en toute sécurité à sa base, et en dépit de ses importants dommages, aucun des membres de l'équipage ne fut blessé au cours de cette mission .
Le All American fut réparé et remis en service comme Station Hack dans le 352nd Bombardment Squadron (en) (Lourd) puis le 301st Bombardment Group (en) (Lourd) et a volé jusqu'à son retrait, en mars 1945. Il est démantelé pour récupération sur l'aérodrome de Lucera en Italie, le 6 mars 1945.
Le All American a la réputation d'être à l'origine de l'expression « Comin' in on a Wing and a Prayer » (« Rentrer sur une aile et une prière ») ,,, et son histoire a inspiré l'emblème du 414th Escadron de Bombardement, le dessin d'un chiot en train de prier au sommet de la partie arrière du fuselage,. 

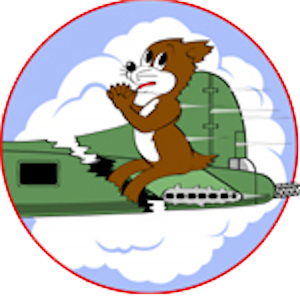
Emblème du 414th Bombardment Squadron de la Seconde Guerre mondiale.

L'avion très endommagé mais volant a été le sujet de l'une des plus célèbres photographies de la Seconde Guerre mondiale,.

## Mythes
Il existe plusieurs mythes au sujet du All American, certains ont été réfutés dans une interview réalisée en 2012 auprès de son bombardier, Ralph Burbridge . Celui-ci a expliqué que l'avion était retourné à sa base en Afrique du Nord, et n'aurait pas pu faire un long voyage de retour vers l'Angleterre comme cela avait été largement raconté . La base près de Biskra en Algérie, à 300 km de la cible du bombardement, était plus raisonnable .
Burbridge a également déclaré que la collision s'était produite lorsque le groupe de bombardiers était en route vers la base après avoir largué ses bombes sur la cible, de sorte que l'avion n'a pas terminé sa mission de bombardement après avoir été endommagé, comme cela avait été mal raconté . Burbridge confirme aussi que les dix membres de l'équipage avaient enfilé leurs parachutes, contredisant les histoires racontant que l'équipage avait sacrifié quelques parachutes pour maintenir l'avion entier ou pour un vol de sauvetage des membres de l'équipage isolés dans la section de la queue .
La chanson de Harold Adamson et Jimmy McHugh 1943 Comin' in on a Wing and a Prayer (en) n'a pas été écrite à propos du All American comme il est parfois indiqué, mais pour un autre B-17 du 97th Bomb Group, le Thunderbird .

## Les membres de l'équipage
Le navigateur Harry C. Nuessle a répertorié l'équipage du All American lors de son vol du 1er février 1943, :
- Pilote : Ken Bragg Jr
- Copilote : G. Boyd Jr
- Navigateur : Harry C. Nuessle
- Bombardier : Ralph Burbridge
- Ingénieur : Joe C. James
- Opérateur radio : Paul A. Galloway
- Mitrailleur inférieur : Elton Conda
- Mitrailleur de flanc : Michael Zuk
- Mitrailleur de queue : Sam T. Sarpolus
- Chef d'équipe au sol : Hank Hyland